# 박재효
박재효(朴在孝, 1963년 4월 19일 ~ )는 대한민국의 KBS광주방송총국의 아나운서이다.

## 경력
- 1985년 ~ 2023년 : KBS광주방송총국 11기 아나운서

## 진행

### TV
- KBS 930 뉴스 광주 전남
- 열린마당
- 예향남도

### 라디오
- KBS광주FM 오후의 풍경과 음악 제작 진행
- KBS광주1라디오 남도투데이 제작 진행
- KBS광주2라디오 달리는 저녁길 제작 진행